# Lambert-Jan Koops
Lambert-Jan Koops (Hoorn, 30 juli 1975) is een Nederlandse stand-upcomedian en dammer.
Koops werd geboren in een ziekenhuis in Hoorn, het gezin Koops woonde toentertijd in Sijberkarspel. Op driejarige leeftijd verhuisde hij naar Dedemsvaart (in de driehoek Balkbrug-Drogteropslagen-Hardenberg). Daar maakte hij later kennis met de dingen die volgens hemzelf voor hem van groot belang zouden zijn: drugs en dammen.
In september 2001 had Koops zijn eerste optreden als stand-upcomedian, twee jaar daarna won hij de Culture Comedy Award. In 2005 deed Lambert-Jan Koops mee met The Fast Comedy.

## Dammen
In 1998 kwam Koops' eerste damboekje uit, "150 Damproblemen", twee jaar later gevolgd door zijn eerste grote damboek, "Achterstand". Dat jaar verscheen ook zijn bewerking van het Manuscript Huegenin.
Samen met Johan Krajenbrink schreef hij K&K en KNK, twee series leerboekjes met een variëteit aan thema's. De serie K&K omvat 24 deeltjes, de serie KNK telt 30 deeltjes. In 2004 verscheen "15/36, een verzameling combinaties waarin de hoge randschijf een actieve rol speelt". 
In 2008 rolde Koops openingsboek "De 1.32-28 16-21 opening" van de persen. 
- International Standard Name Identifier: 0000 0003 6890 6194
- Nederlandse Thesaurus van Auteursnamen: 177254912
- Virtual International Authority File: 286063084
- WorldCat: E39PBJqqkpmWHHjfydvwBTRR8C